# هارون إدريس
هارون إدريس (بالملايوية: Harun bin Idris)‏ هو محامي وسياسي ماليزي، ولد في 22 ديسمبر 1925، وتوفي في 19 أكتوبر 2003. حزبياً، نشط في المنظمة الوطنية الملاوية المتحدة.